# محدوده باستانی ژاژاله
محدوده باستانی ژاژاله مربوط به هزاره ۲و۱ق.م است و در شهرستان سقز، بخش زیویه، روستای لگزی واقع شده و این اثر در تاریخ ۲۳ شهریور ۱۳۸۲ با شمارهٔ ثبت ۱۰۰۷۹ به‌عنوان یکی از آثار ملی ایران به ثبت رسیده است.